# 분광기

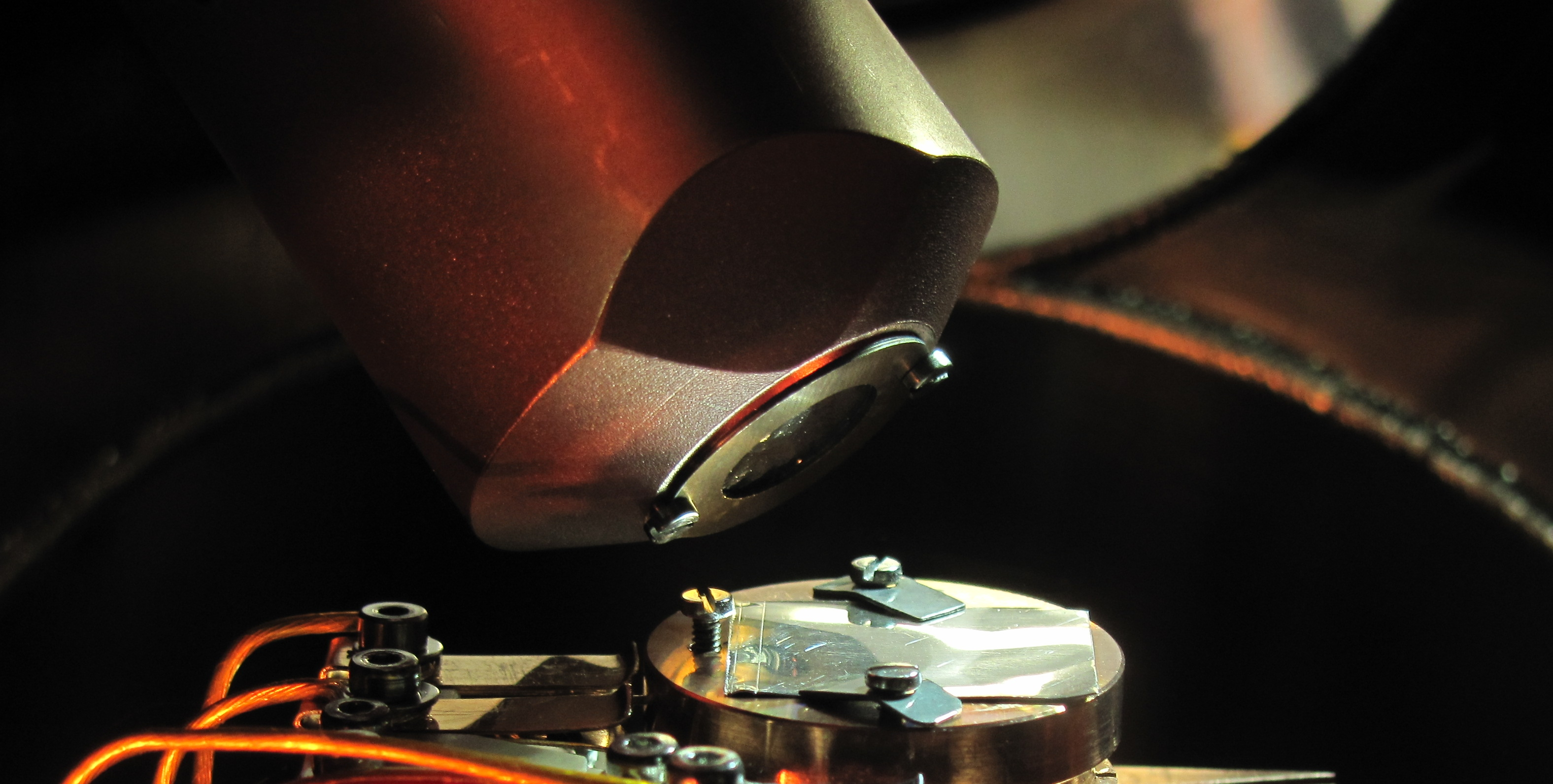
엑스선광전자분광기.

분광기(分光器, spectrometer)는 물질이 방출하는 또는 흡수하는 빛의 스펙트럼을 관찰하는 장치이다. 측정 변인은 보통 빛의 세기지만 편광을 측정할 때도 있으며, 독립 변인은 일반적으로 빛의 파장 또는 파장과 상호 관계가 있는 파수·전자볼트 같은 광자 에너지의 직접적 단위이다.
분광기는 분광학에서 분광선을 만들어내고 그 파장과 세기를 측정할 때 사용한다. 분광기란 감마선, 엑스선에서 시작해 원적외선까지의 넓은 파장에서 작동되는 기구를 가리키며, 가시광선 근처에 영역이 한정된 경우에는 분광 광도계를 사용한다.